# Шевчук, Тарас Иванович
Тарас Иванович Шевчук (укр.  Тарас Iванович Шевчук; род. 4 января 1997, Тернополь, Украина) — украинский велогонщик, член национальной сборной Украины.

## Биография
Тарас Шевчук родился 4 января 1997 года в Тернополе.
Учился в Тернопольской общеобразовательной школе № 19.

## Спортивные достижения
Призёр Всеукраинских велосипедных гонок памяти мастера спорта Владимира Филипенко, в частности, в 2011 году — второе место, 2013 — первое место.
В 2015 году стал вице-чемпионом молодежного первенства Европы по велоспорту, который проходил в греческих Афинах. В составе сборной Украины принимал участие в молодёжном чемпионате Европы по велогонкам (против часовой стрелки), который проходил в эстонском городе Тарту. Принимал участие в Чемпионате мира по трековым велогонкам 2016 в гонке преследования и Чемпионате Европы на треке УЭК 2016 года в командной гонке.